# Authentique Brasserie
Authentique Brasserie is een Belgische microbrouwerij te Blaton in de provincie Henegouwen.

## Geschiedenis
Deze microbrouwerij werd opgestart in mei 2004 door Frédéric Baert. Vanaf april 2005 werd een gelagzaal geopend naast de brouwerij. Hij begon kleinschalig te brouwen met brouwsels van 20 liter, die nu zijn opgedreven tot brouwsels van telkens 500 liter. De bieren worden ter plaatse gebrouwen en gebotteld. De naam verwijst naar de authentieke artisanale manier van brouwen.
De bieren zijn verkrijgbaar in verschillende plaatsen in België (ook in Vlaanderen). De brouwerij brouwt ook bier voor een Brasserie La Bigote.

## Bieren
- La Pils des 3 Canaux, 4,5%
- Authentique 621, 7%
- Authentique Ambrée, 5%
- Authentique Blonde, 6,5%
- Authentique Triple, 9,5%
- Authentique Blonde de Noël, 9%
- Saison de Blaton, 7,8%[3]